# George Berkeley
George Berkeley (Kilkenny, Írország, 1685. március 12. – Oxford, 1753. január 14.) brit empirista filozófus, teológus és püspök. Az szubjektív idealizmus elméletét fejlesztette ki a Descartes, Nicolas Malebranche és John Locke tanaival folytatott vitában.
Filozófiai műveiben amellett érvelt, hogy értelmetlen feltételezni az anyagi szubsztanciák létezését, hiszen a tulajdonság nélküli anyagról nincsen semmiféle benyomásunk. Következésképpen az ideák csak az elménkben vannak jelen. Filozófiáját sokan úgy értelmezték, hogy Berkeley a külvilág létezését tagadta, valójában ő a külvilág anyagi voltát vitatta: föltevése szerint a dolgok egy univerzális isteni elme ideái.

## Élete
Berkeley az írországi Kilkenny közelében született, jómódú protestáns családban. Apja magas rangú vámtisztviselő volt. Bár apja, William Berkeley angol volt, ő mindig írnek tartotta magát.
Tanulmányait a Kilkenny College-ban kezdte, mindjárt a II. osztályba vették fel. Itt ismerkedett meg John Locke és Nicolas Malebranche munkáival. 1700-tól a dublini Trinity College-ban folytatta tanulmányait, ahol 1707-ben szerzett diplomát, majd itt tanított teológiát. Fő műveit kollégiumi tagsága alatt írta.
1710-ben szentelték pappá. Londoni utazását követően Lord Peterborough káplánja lett, bejárta Franciaországot és Itáliát.
Berkeley 1713-ban Londonba utazott, itt megismerkedett Joseph Addisonnal, Jonathan Swift-tel és Alexander Pope-pal. Londonban filozófiai nézeteit heves kritikával, olykor gúnnyal fogadták. Swift állítólag azt mondta, hogy ekkora idealizmussal zárt ajtókon is át tudna menni, és egy gyakran említett történet szerint dr. Johnson belerúgott egy kőbe mondván: „Így cáfolom meg őt”… Ugyanakkor néhányan, mint dr. S. Clarke, zseniálisnak tartották.
1724-ben Derry főesperesévé tették, de soha nem foglalta el esperesi székét. Ebben az időben egy bermudai, missziós célú kollégium felállításához szükséges kormányzati támogatás megszerzésén fáradozott. Ez a terve azonban sohasem valósult meg. 1728-ban megnősült, majd ezt követően Amerikába utazott, és Rhode Islanden telepedett le. Ekkor lépett kapcsolatba a Yale Kollégiummal és levelezett a yale-i dr. Samuel Johnsonnal. 1731-ben, miután megtudta, hogy az ígért anyagi támogatás elmarad a Bermuda szigetekre tervezett iskola létrehozásához, visszatért Londonba. Alciphron címmel 1732-ben írt egy művet a kereszténység védelmében.
1734-ben kinevezték az írországi Cloyne püspökévé. Kinevezését követően visszatért szülőföldjére, hogy elfoglalja hivatalát Cloyne-ban. 1752-ben nyugalomba vonult, Oxfordba költözött, és még az ezt követő évben meghalt. Az oxfordi Christ Church-ben temették el.

## Munkássága
Első munkái matematikai témákról születtek, de igazán az 1709-ben publikált Értekezés a látás új elméletéről című tanulmánya tette híressé, melyet ma az optika tudományát megalapozó művek közé sorolnak. 1710-ben született meg a Tanulmány az emberi megismerés alapelveiről (a továbbiakban Alapelvek). Berkeley filozófiai gondolatainak másik fontos összefoglalója az 1713-ban megjelent Hülasz és Philonusz három párbeszéde (a továbbiakban Párbeszédek) című munkája, mely a korban kedvelt dialógus műfajában íródott.
Életének utolsó éveiben született írásai nem filozófiai tárgyúak. Utolsó munkája a Siris az orvosi célokra használt kátrányos víz előnyeinek leírásával kezdődik, majd a létezés és a világegyetem természetével, Istennel, és a Szentháromság tanával foglalkozik. Berkeley életében ezt a írást főművének tartották, ma már kevésbé forgatott művei közé tartozik.

### Filozófiája
Berkeley már fiatalon kialakította filozófiájának lényeges elemeit: fölösleges és értelmetlen dolog feltételezni az anyagi szubsztanciák létezését, hiszen a tulajdonság nélküli anyagról nincs semmilyen benyomásunk. Következésképpen az ideák csak az elménkben vannak jelen.
Berkeley filozófiája lényegében egy keverék: egyrészt tagadta mindenféle anyagi szubsztancia létezését, másrészt érvelései összhangban vannak a józan ésszel, a mindennapi nyelvhasználattal. Egyrészt megtagadta a tudományoktól az autonómiát azzal, hogy egy sajátos metafizika alá rendelte őket, másrészt a tudományok védelmezőjeként lépett fel; a tudományokkal kapcsolatban egyrészt szkeptikus filozófiát fejlesztett ki, más helyeken a szkepticizmus ellen érvelt; elismerte, hogy észlelésünk tárgyai függetlenek tőlünk, e tárgyakat mégis puszta ideákká degradálta; kritikai érveinek nagy részét, a szabadgondolkodók ellen irányította, ennek ellenére a matematikafilozófia kérdéseiben, a szabadgondolkodás védelmezőjeként lépett fel.

#### Látáselméleti nézetei
Az Értekezés a látás új elméletéről című műben Berkeley egy filozófiai észleléselméletet körvonalazott fel: a filozófiai látásmódot meg kell különböztetni a természettudományostól. A korábbi, illetve a kortárs optikai irodalomban megfigyelhető paradoxonok abból adódtak, hogy az emberek összekeverik a filozófiai kérdéseket a természettudományosokkal. A probléma megoldását Berkeley az észlelés filozófiai kérdésének a megoldásában látta: azt állította – Locke szóhasználatával élve – , hogy az ideák, pontosabban az észlelés ideái az elmében vannak, az észlelés tárgyát ezek az ideák alkotják. Azonban Berkeley nem fogadta el Locke azon állítását, hogy léteznek közös és absztrakt ideák. Később Locke absztrakt idea kritikájából fejlesztette ki saját álláspontját.

#### Elsődleges és másodlagos minőségek
Berkeley szerint érzékelésünk közvetlen tárgyai az ideák, vagyis azok a minőségek, tulajdonságok, amelyeket észlelünk, mint a színek, szagok, hangok, tapintható minőségek stb. A külvilág valóságos tárgyaihoz nincsen közvetlen hozzáférésünk, a világot ideáink révén ismerjük. Az Alapelvekben Berkeley heves vitába száll azokkal a nézetekkel, és így elsősorban a kor másik kiemelkedő empirista gondolkodójával, John Locke-kal, aki szerint az érzékelhető objektumok reális léttel bírnak a valóságban, mely azonban különbözik az ideáinktól. Locke az idea fogalmát úgy értelmezi, mint egyfajta lenyomatot. Ő is elfogadja, hogy kizárólag ideáinknak vagyunk közvetlen tudatában, a dolgot alkotó tulajdonságok valós elrendeződéseit nem ismerhetjük. Mégis, az ideák valós tudást közvetítenek számunkra a dolgokról, mert azok a dolgok elmében megjelenő lenyomataiként értelmezhetők.
Locke és Berkeley egyaránt megkülönböztetik az elsődleges és másodlagos minőségeket. Elsődleges minőségeknek nevezik a kiterjedést, nagyságot, számot, mozgást, míg másodlagosnak a színt, szagot, hangot. Locke ún. illúzió argumentumokra hivatkozva bebizonyítja, hogy a másodlagos minőségek valójában nem tulajdonságai a dolognak, csupán az elme konstrukciói, az elmében létező érzetek. Ezek az illúzió-argumentumok az érzékelés esetlegességére, az érzékcsalódásokra hivatkoznak: például ugyanaz a tárgy különböző hőmérsékletűnek tűnik számunkra attól függően, hogy milyen távol állunk tőle, vagy a színtévesztők számára egy piros tárgy nem pirosnak látszik. Berkeley ennél tovább megy. Locke érveit alapul véve az elsődleges minőségekről is bebizonyítja, hogy ugyanúgy alávetettek az érzékelés szubjektivitásának, és hevesen érvel amellett, hogy az olyan reálisnak tartott tulajdonságok, mint a kiterjedés sem léteznek az elmén kívül. „Lehetetlen, hogy szín, kiterjedés vagy bármely más érzéki minőség az elmén kívül, valami nem gondolkodó dologban létezzék, azaz igazság szerint nincs olyasmi, amit külső objektumnak nevezhetnénk." – írja Berkeley az Alapelvekben. (ford. Fehér M. István)

#### Esse est percipi
Berkeley legjelentősebb felfedezésének az esse est percipi elvét tartotta, melynek lényege, hogy egy tárgy létezése annak észlelésében áll. Mit állítunk egy dologról akkor, amikor azt mondjuk, hogy az létezik? Hogyan lehet ideánk a létezés fogalmáról? Berkeley szerint egyetlen dolog sem létezhet nem érzékeltként. Honnan tudom, hogy a szobámban lévő íróasztal létezik? A válasz magától értetődő: látom, hogy ott van. Berkeley szerint valamennyi tárgy létezése annak érzékelésében áll. Műveiben néha ellentmondó megjegyzéseket találunk azzal kapcsolatban, hogy ennek az érzékelésnek aktuálisnak vagy lehetségesnek kell-e lenni. Ha elhagytam a szobámat, és senki sincs ott, aki továbbra is érzékelné az asztalom létezését, abszurd lenne azt mondani, hogy az nem létezik többé. Berkeley szerint Isten az, aki a világot folyamatosan érzékeli, és ez a biztosítéka annak, hogy egy általam nem érzékelt idea is valóságosan létezzék.

## Jelentősége
Az újkori filozófia kiemelkedő alakja. Elsősorban az esse est percipi (létezni annyi mint észleltnek lenni) érv tette híressé nevét és filozófiáját. Idealista gondolkodóként tartják számon, aki szerint minden létező tárgy csupán az elme mentális reprezentációjaként (ideaként) létezik. Mindez azt jelenti, hogy egy dolog létezését vagy nem létezését az határozza meg, hogy valaki (legyen az ember vagy akár Isten) érzékeli-e azt. Hevesen harcolt a korában népszerű materialista álláspontok ellen, nézete szerint az anyag nem létezik. Nem csupán filozófiai témákban alkotott: írt matematikáról, mechanikáról, orvostudományról és gazdaságtanról is.

## Berkeley filozófiájának kritikái
Berkeley filozófiáját – különösen a kortársai – sokan bírálták. A legbarátságosabb kritikát a New York-i King's College első dékánja, Samuel Johnson alkotta, akivel Berkeley baráti levelezésben állt. A levelezések (Berkeley és Johnson filozófiai levelezése) később kiadásra is került.

## Berkeley és Locke
Locke ismeretelméletének központi fogalma a tapasztalat volt, melyben az emberi tudás kizárólagos forrását látta. Locke és Berkeley megegyeztek abban a kiinduló premisszában, hogy az észlelés során kizárólag az ideákról szerzünk közvetlen tudomást. Ilyen például ha egy könyvre tekintünk: látjuk a formáját, a színét, hogy téglalap alakú, meghatározott méretű és formájú. A kérdés az lesz, mi az amit látunk? A saját ideáink vagy a könyv tulajdonságai? Locke szerint az a képesség, amely elménkben valamilyen ideát hoz létre, a képességgel rendelkező dolgok tulajdonsága. A dolgoknak van egy tulajdonsága, például a tűz a forró és égető ideáját hozza létre bennünk; ezeket nevezzük a tűz tulajdonságainak, azt a módot pedig, ahogyan érzetekként vagy észleletekként elménkben megtalálhatók, ideáknak hívjuk. Az ideák pedig megegyeznek az őket kiváltó tulajdonságokkal. Ezen a ponton vezette be Locke az elsődleges és másodlagos minőségek fogalmát: a másodlagos ideák (szín, szag, íz) annyira változékonyak és instabilak, hogy nem tartozhatnak magukhoz a tárgyakhoz. A bennünket körülvevő tárgyak tehát egyáltalán nem színesek és nem hangzóak.
Locke szerint ha megfigyeljük az ideák viselkedését, láthatjuk hogy az egyszerű ideákat nem tapasztalhatjuk elkülönülten (például színt mozgást, formát önmagában): az ideák bizonyos meghatározott csoportjai együttjárnak, ami arra következtet, hogy létezik valami, ami az együttjárás tényét megmagyarázza. Ezt a valamit Locke szubsztanciának nevezte el, és azt állította, hogy sohasem észlelhető. Amit észlelünk, az valamilyen tulajdonságának az ideája, de nem maga a szubsztancia.
Berkeley elsősorban Locke alaptételét akarta megcáfolni, és egyúttal a szkepticizmusnak is választ kívánt adni. Berkeley legsúlyosabb kifogása Locke elméletével szemben az volt, hogy Locke megkettőzte a világot. Ennek az elméletnek az alapján az érzéki tárgyak kettős életet élnek: egyrészt az elmében mint ideák, másrészt a külvilágban mint tulajdonságok. Berkeley meglátásában, Locke az univerzumot mindenféle fölösleges létezőkkel népesítette be, a valódi baj azonban nem is ez, hanem az, hogy Locke ezt az érzékelésünk számára örökké rejtve maradó világot tekinti a valóságnak, ahol a hó nem fehér, a virágok nem színesek stb., s így az emberek arra kényszerülnek, hogy az egész életüket az árnyékvilágban éljék le, ahol a virágok színesek, a hó hideg stb.
A fenti probléma megoldásához Berkeley Occam elvét alkalmazta: szerinte a külvilágról nem tudhatunk másképpen, mint tapasztalataink, vagyis ideáink útján; sohasem szerezhetünk róla közvetlen tudomást, sohasem lehetünk bizonyosak, hogy létezik. Meg kell szüntetni a „fölösleges létezőket” és akkor el fognak tűnni a paradoxonok.
Ugyancsak Occam elvének jegyében lépett fel Berkeley a Locke-i elsődleges és másodlagos minőségek ellen:
1. Sohasem tapasztalhatjuk és lehetetlen elképzelnünk a tárgyak tulajdonságait külön-külön; mint a képzeletben, mint a tapasztalatban csak együttesen jelenhetnek meg. lehetetlen ennélfogva egy kiterjedt test ideáját képezi anélkül, hogy nem volnánk kénytelenek valamilyen színnel vagy más érzékelhető tulajdonsággal felruházni.
2. Ugyanazokkal az érvekkel, amelyekkel a másodlagos minőségekről bizonyítottuk, hogy nem tartozhatnak a tárgyhoz, bizonyíthatjuk, hogy az elsődlegesek sem tartoznak hozzá.

Locke szerint az ideák ábrázolják a megfelelő tárgyak minőségeit, vagy „lenyomatai” ezeknek. Berkeley szerint ez a viszony lehetetlenség: ha létezne is ilyen, akkor sem tudnánk róla.
Locke alapelve az, hogy csak ideákat észlelünk, ez azonban kizárja annak lehetőségét, hogy a tulajdonságokat és az ideákat összehasonlítsuk. Ebből kiindulva, Berkeley arra törekedett, hogy módszeresen lezárjon minden utat, amely az ideáktól a külvilág anyagi tárgyaihoz vezet.

## Művei
- An Essay Towards a New Theory of Vision; 1709, Dublin
- A Treatise concerning the Principles of Human Knowledge; 1710, Dublin
- Passive Obedience; 1712, Dublin
- Three Dialogues between Hylas and Philonus; 1713, London
- De Motu, or The Principle an Nature of Motion and the Cause of the Communication of Motions; 1721, London
- An Essay towards preventing the Ruine of Great Britain; 1721, London
- A proposal for the Better Supplying of Churches in our Foreign Plantations, and for converting the Savage Americans to Christianity; 1724, London
- A Sermon preached before the Incorporated Society for the Propagation of the Gospel in Foreign Parts; 1732, London
- Alciphron; or the Minute Philosopher; 1732, London
- The Analyst, or a Discourse addressed to an Infidel Mathematican; 1734, Dublin
- A defence of Free-thinking in Mathematics; 1735, Dublin
- The Querist; 1735-37, Dublin
- A discourse adressed to Magistrates; 1738, Dublin
- A description of the Cafe of Dummore; 1706 (posztumusz megjelenés)
- On Infinities; 1707 (posztumusz)
- Philosphical Commentaries; 1707-08 (posztumusz)

### Magyarul is hozzáférhető művei
- Értekezés a látás új elméletéről
- Tanulmány az emberi természet alapelveiről
- Hülasz és Philonusz három párbeszéde
- Berkeley és Samuel Johnson filozófiai levelezése
- A látás elméletének védelme és magyarázata
- A végtelenekről
- Az Analizáló
- A matematikai szabadgondolkodás védelmében
- A mozgásról
- Három párbeszéd Hylas és Philonous közt / Értekezés a látásnak egy új elméletéről; ford., életrajz, jegyz. Dienes Valéria; Franklin, Bp., 1909 (Filozófiai írók tára)
- Tanulmány az emberi megismerés alapelveiről és más írások; bev., jegyz. Faragó Szabó István, vál. Altrichter Ferenc, ford. Faragó Szabó István, Fehér Márta, Vámosi Pál; Gondolat, Bp., 1985 (Gondolkodók); L'Harmattan, Bp., 2006 (Argumentum)